# Seinen van het ERTMS
Er zijn seinen van het ERTMS in de vorm baanseinen en in de vorm van een cabinesein in de cabine van de trein. Seinen langs de baan zijn borden. Het cabinesein is een beeldscherm en wordt de 'ETCS driver machine interface genoemd', kortweg de DMI. De DMI toont onder andere de 'snelheidsinformatie'. De snelheidsinformatie wordt getoond door een snelheidsklok waarvan de snelheidsaanwijzer niet alleen de snelheid van de trein aangeeft, maar ook dienst doet als een spoorwegsein. De snelheidsaanwijzer kan bijvoorbeeld een remopdracht aangeven.

## ETCS-cabineseingeving
Het ETCS-bedienscherm ofwel de driver machine interface (DMI) toont de ETCS-cabineseingeving. De 'snelheidsinformatie' wordt getoond in het linkerbovendeel van de DMI. De DMI toont hier de snelheidsklok met een forse snelheidsaanwijzer en een band rond een deel van de snelheidsklok. Deze bieden de machinist in één oogopslag en op elk moment een duidelijk overzicht van:
- de snelheid van de trein,
- de geldende maximumsnelheid,
- een eventuele remopdracht en tot welke snelheid dan afgeremd moet worden,
- en informatie van de treinbeïnvloeding.

### Seingeving én treinbeïnvloeding
De snelheidsinformatie van DMI integreert seingeving en treinbeïnvloeding. De kleuren grijs en geel hebben betrekking op seingeving, de kleuren oranje en rood op treinbeïnvloeding.

### Kleurgebruik
Er zijn wezenlijke verschillen in het kleurgebruik en in de betekenis van de kleuren die gebruikt worden bij baanseinen, en de kleuren die gebruikt worden bij de snelheidsinformatie van de DMI.
De kleuren oranje en rood in de snelheidsinformatie hebben een andere betekenis dan de lichten van baanseinen met deze kleuren. Bij baanseinen is de kleur die geel genoemd wordt eigenlijk amber of oranje. Bij baanseinen wordt maar één kleur uit het geel-oranje deel van het spectrum gebruikt, want bij slecht weer of vanaf grote afstand kunnen de kleuren geel en oranje te veel op elkaar lijken. Bij cabineseingeving speelt dit argument van waarneembaarheid niet. Bij de snelheidsinformatie van de DMI worden geel en oranje beide gebruikt.

### Snelheidsaanwijzer
De snelheidsaanwijzer toont de snelheid van de trein, zowel digitaal als analoog. De wijzer kan van kleur veranderen. De kleuren van de wijzer hebben dezelfde functie als de gekleurde lichten van seinen langs de baan, hoewel de wijzer andere kleuren toont zijn dan de seinen langs de baan. De standaardkleur van de wijzer is grijs. Is de wijzer geel, dan geldt een opdracht om snelheid te verminderen. Is de wijzer oranje, dan wordt de maximumsnelheid overschreden. Als de maximumsnelheid te veel wordt overschreden, dan volgt een remingreep en wordt de wijzer rood. De kleur van snelheidsaanwijzer geeft ook de status van het ETCS aan. De betekenissen van de kleuren en de bijbehorende ETCS-statussen staan in de tabel hieronder.
| Snelheidsaanwijzer     | Status en kleuren | Betekenis van de status |
| ---------------------- | --- | --- |
| Grijze snelheidswijzer | Normale status - Lichtgrijze wijzer - Donkergrijze band                                                                   | - Rijden toegestaan met maximaal de snelheid die wordt aangegeven door het uiteinde van de grijze band rond de snelheidsklok |
| Gele snelheidswijzer   | Indicatiestatus - Gele wijzer - De band is aan het begin donkergrijs en gaat later over in geel                           | - Rijden toegestaan met maximaal de snelheid die wordt aangegeven door het uiteinde van de gele band rond de snelheidsklok - Remmen tot de snelheid die wordt aangegeven door de plaats waar de kleur van de band rond de snelheidsklok overgaat van grijs naar geel |
| Oranje snelheidswijzer | Overschrijdingsstatus - Oranje wijzer - De band heeft geen oranje deel                                                    | - Melding: de trein rijdt te snel |
| Oranje snelheidswijzer | Waarschuwingsstatus - Oranje wijzer - De band heeft een breed oranje deel boven de snelheid die als maximum is aangegeven | - Waarschuwing: de trein rijdt te snel - Als de snelheid het uiteinde van het brede oranje deel van de band overschrijdt, zal de trein automatisch remmen |
| Rode snelheidswijzer   | Interventiestatus - Rode wijzer - De band heeft een breed rood deel boven de snelheid die als maximum is aangegeven       | - De trein remt automatisch, doordat de snelheid van de trein het maximum van de waarschuwingsstatus overschreed |

### Band
De band rond een deel van de snelheidsklok geeft aanvullende informatie. Deze band begint iets onder 0 km/h. Het uiteinde van de band geeft de maximumsnelheid aan. Bij 0 km/h reikt de band dus niet verder dan het punt 0 km/h op de snelheidsklok.
Bij een remopdracht geeft de band aan tot welke 'doelsnelheid' afgeremd moet worden. De band is dan geel van de 'doelsnelheid' tot de maximumsnelheid. De kleur geel van de band komt overeen met de kleur van de snelheidsaanwijzer. Gedurende de remopdracht wordt het gele deel van de band korter en neemt dus de geldende maximumsnelheid af. Wordt de snelheid niet of onvoldoende verminderd, dan zal de maximumsnelheid uiteindelijk lager worden dan de snelheid van de trein. Dan volgt een melding dat de trein sneller rijdt dan de maximumsnelheid van dat moment. De band wordt na enige tijd verlengd met een kort oranje deel. Wordt de snelheid die het uiteinde van het oranje deel aangeeft overschreden, dan worden de snelheidsaanwijzer rood, evenals het korte oranje deel van de band. Op het moment van kleurverandering gaat de trein automatisch remmen.

Voorbeelden van snelheidsinformatie op de DMI ofwel het ETCS-bedienscherm
Normale status. Rijden toegestaan met maximaal 160 km/h; de snelheid van de trein is 148 km/h.
Overschrijdingsstatus. Rijden toegestaan met maximaal 160 km/h. De snelheid van de trein is 164 km/h. Op deze wijze wordt gemeld dat de trein de maximum toegestane snelheid overschrijdt.
Waarschuwingsstatus. Rijden toegestaan met maximaal 160 km/h. De snelheid van de trein is 167 km/h. Op deze wijze wordt gewaarschuwd dat de trein de maximum toegestane snelheid overschrijdt en dat de ETCS-treinapparatuur automatisch zal gaan remmen als de snelheidsaanwijzer voorbij het uiteinde van de band komt, ofwel boven 171 km/h komt
Interventiestatus. Rijden toegestaan met maximaal 160 km/h; tot 171 km/h gold een waarschuwing dat de trein te snel rijdt; de snelheid van de trein is nu 174 km/h, wat nog sneller is. Het rood/grijze symbool linksonder geeft aan dat de ETCS-treinapparatuur de trein automatisch remt.
Indicatiestatus. Rijden toegestaan met maximaal 159 km/h; de snelheid van de trein is 158 km/h. De treinbestuurder of machinist moet de trein afremmen tot 40 km/h. De gele band wordt geleidelijk korter. Links van de snelheidsklok is aangegeven dat het punt waarop de doelsnelheid van 40 km/h moet zijn bereikt nog 1320 meter is verwijderd.
Overschrijdingsstatus. Rijden toegestaan met maximaal 143 km/h; de snelheid van de trein is 146 km/h. De kleur oranje van de snelheidsaanwijzer geeft aan dat de trein de maximumsnelheid overschrijdt. De treinbestuurder of machinist moet de trein afremmen tot 40 km/h. De gele band wordt geleidelijk korter en het oranje deel schuift mee naar links. Links van de snelheidsklok is aangegeven dat het punt waarop de doelsnelheid van 40 km/h moet zijn bereikt nog 980 meter is verwijderd.
Waarschuwingsstatus. Rijden toegestaan met maximaal 128 km/h; de snelheid van de trein is 135 km/h. De kleur oranje van de snelheidsaanwijzer geeft aan dat de trein de maximumsnelheid overschrijdt. Het brede oranje deel van de band waarschuwt dat de ETCS-treinapparatuur automatisch zal gaan remmen als de snelheisaanwijzer voorbij het uiteinde van de band komt, ofwel boven 138 km/h komt. De treinbestuurder of machinist moet de trein afremmen tot 40 km/h. De gele band wordt geleidelijk korter en het oranje deel schuift mee naar links. Links van de snelheidsklok is aangegeven dat het punt waarop de doelsnelheid van 40 km/h moet zijn bereikt nog 780 meter is verwijderd.
Indicatiestatus. Rijden toegestaan met maximaal 30 km/h; de snelheid van de trein is 25 km/h. De treinbestuurder of machinist moet de trein tot stilstand brengen. De gele band wordt geleidelijk korter. Links van de snelheidsklok is aangegeven dat het punt waarop de trein stil moet staan nog 50 meter is verwijderd.

## Borden
Een aantal borden langs de spoorbaan zijn onderdeel van het European Rail Traffic Management System (ERTMS). Borden langs de spoorbaan worden gezien als spoorwegseinen.
De borden van ERTMS-beveiliging geven de begrenzing aan van een gebieden die dat met het ERTMS beveiligd zijn en van gebieden in het bereik van een GSM-Rail-netwerk vallen. Met stopplaatsmarkeringen worden blokgrenzen aangegeven. Deze zijn onder andere van belang als ERTMS-apparatuur niet werkt en op basis van aanwijzingen wordt gereden.
| Afbeelding                                           | Aanduiding                                         | Omschrijving                                                                                  | Betekenis |
| ---------------------------------------------------- | -------------------------------------------------- | --------------------------------------------------------------------------------------------- | --- |
| Bord langs spoorbaan                                 | ETCS-stopplaatsmarkering                           | Blauw bord met gele pijl. De punt wijst naar het spoor waarvoor het sein geldt.               | Stopplaatsmarkering voor treinen die onder ETCS-cabineseingeving of een ETCS-rijtoestemming rijden of in SR mode rijden.                         |
| Bord langs spoorbaan                                 | ETCS-stopplaatsmarkering                           | Blauw bord met gele pijl. De punt wijst naar het spoor waarvoor het sein geldt.               | Stopplaatsmarkering voor treinen die onder ETCS-cabineseingeving of een ETCS-rijtoestemming rijden of in SR mode rijden.                         |
| Aankondiging van een GSM-R-netwerk                   | Aankondiging van het Nederlandse GSM-Rail netwerk. | Wit bord met telefoonhoorn, het opschrift 'GSM-R' en de aanduiding van een nationaal netwerk. | GSM-R handmatig omschakelen naar het aangegeven nationale netwerk.                                                                               |
| Bord met opschrift 'CAB' langs spoorbaan             | ETCS cabineseingeving                              | Wit bord met opschrift 'CAB'                                                                  | ETCS-cabine-seingeving actief. Treinen zonder ECTS cabinesignalering zo spoedig mogelijk stoppen en opdracht van de treindienstleiding opvolgen. |
| Bord met doorgehaald opschrift 'CAB' langs spoorbaan | Einde ETCS cabineseingeving                        | Wit bord met doorgehaald opschrift 'CAB'                                                      | Einde ETCS-cabine-seingeving of ETCS-rijtoestemming.                                                                                             |

Deze borden zijn opgenomen in bijlage 4 van de Regeling spoorverkeer.